# Mercury Falling (Album)
Mercury Falling ist das fünfte Studioalbum von Sting. Es wurde am 26. Februar 1996 über A&M Records veröffentlicht und avancierte zum weltweiten Millionenseller.

## Hintergrund
Das Album wurde 1995 im Lake House und den Steerpike Studios von Sting gemeinsam mit Hugh Padgham aufgenommen. Das Album beginnt und endet mit den Worten „mercury falling“. Der Titel Twenty Five to Midnight war auf den US-amerikanischen und kanadischen Veröffentlichungen nicht enthalten. Es war in der CD-Maxi-Single von You Still Touch Me als vierter Titel enthalten. Der Song Valparaiso wurde 1996 während des Abspanns des Films White Squall – Reißende Strömung von Ridley Scott verwendet.

## Titelliste
Alle Lieder wurden von Sting geschrieben, außer wo anders angegeben.
| Nr. | Titel                                                                     | Autor(en)             | Länge |
| --- | ------------------------------------------------------------------------- | --------------------- | ----- |
| 1.  | The Hounds of Winter                                                      |                       | 5:27  |
| 2.  | I Hung My Head                                                            |                       | 4:40  |
| 3.  | Let Your Soul Be Your Pilot                                               |                       | 6:41  |
| 4.  | I Was Brought to My Senses                                                |                       | 5:48  |
| 5.  | You Still Touch Me                                                        |                       | 3:46  |
| 6.  | I’m So Happy I Can’t Stop Crying                                          |                       | 3:56  |
| 7.  | All Four Seasons                                                          |                       | 4:28  |
| 8.  | Twenty Five to Midnight (nicht auf den kanadischen/US-Veröffentlichungen) |                       | 4:09  |
| 9.  | La Belle Dame Sans Regrets                                                | Sting, Dominic Miller | 5:17  |
| 10. | Valparaiso                                                                |                       | 5:27  |
| 11. | Lithium Sunset                                                            |                       | 2:38  |

## Singleauskopplungen
| Jahr | Titel                            | Höchstplatzierung, Gesamtwochen, AuszeichnungChartplatzierungen (Jahr, Titel, , Platzierungen, Wochen, Auszeichnungen, Anmerkungen) | Höchstplatzierung, Gesamtwochen, AuszeichnungChartplatzierungen (Jahr, Titel, , Platzierungen, Wochen, Auszeichnungen, Anmerkungen) | Höchstplatzierung, Gesamtwochen, AuszeichnungChartplatzierungen (Jahr, Titel, , Platzierungen, Wochen, Auszeichnungen, Anmerkungen) | Anmerkungen                          |
| Jahr | Titel                            | DE | UK | US | Anmerkungen                          |
| ---- | -------------------------------- | --- | --- | --- | ------------------------------------ |
| 1996 | Let Your Soul Be Your Pilot      | DE58 (10 Wo.)DE | UK15 (7 Wo.)UK | US86 (5 Wo.)US | Erstveröffentlichung: Februar 1996   |
| 1996 | You Still Touch Me               | — | UK27 (6 Wo.)UK | US60 (13 Wo.)US | Erstveröffentlichung: April 1996     |
| 1996 | I Was Brought to My Senses       | — | UK31 (2 Wo.)UK | — | Erstveröffentlichung: September 1996 |
| 1996 | I’m So Happy I Can’t Stop Crying | DE74 (9 Wo.)DE | UK54 (2 Wo.)UK | US94 (3 Wo.)US | Erstveröffentlichung: Oktober 1996   |

## Rezeption

### Preise
1997 war Sting für zwei Grammy Awards nominiert, für das beste Pop-Vocal-Album und die beste männliche Pop-Vocal-Performance für den Song Let Your Soul Be Your Pilot.

### Rezensionen
Das Rolling Stone schrieb: „Mercury Falling ist die Platte eines Mannes, der sich mit seinen fieseren Geistern versöhnt hat, und der musikalisch weder sich noch der Welt irgendetwas beweisen muß.“ Die Songs seien „nicht zornig, nicht ehrgeizig. Aber sie tun gut.“ Die Bewertung lag bei drei von fünf Sternen.

## Kommerzieller Erfolg

### Chartplatzierungen
Das Album erreichte in Deutschland Platz zwei der Charts, in Österreich und der Schweiz jeweils die Spitzenposition sowie in allen drei Ländern Goldstatus. Im Vereinigten Königreich und den Vereinigten Staaten erreichte es Platinstatus, in Großbritannien Platz vier und in den Vereinigten Staaten Platz fünf der Charts. Auch in Finnland und Italien war das Album auf Platz eins.
| ChartsChartplatzierungen       | Höchstplatzierung | Wochen |
| ------------------------------ | ----------------- | ------ |
| Deutschland (GfK)              | 2 (32 Wo.)        | 32     |
| Österreich (Ö3)                | 1 (16 Wo.)        | 16     |
| Schweiz (IFPI)                 | 1 (15 Wo.)        | 15     |
| Vereinigte Staaten (Billboard) | 5 (34 Wo.)        | 34     |
| Vereinigtes Königreich (OCC)   | 4 (27 Wo.)        | 27     |

| ChartsJahrescharts (1996)      | Platzierung |
| ------------------------------ | ----------- |
| Deutschland (GfK)              | 27          |
| Österreich (Ö3)                | 24          |
| Schweiz (IFPI)                 | 43          |
| Vereinigte Staaten (Billboard) | 80          |
| Vereinigtes Königreich (OCC)   | 52          |

### Auszeichnungen für Musikverkäufe
| Land/Region                  | Auszeichnungen für Musikverkäufe (Land/Region, Auszeichnung, Verkäufe) | Verkäufe  |
| ---------------------------- | ---------------------------------------------------------------------- | --------- |
| Australien (ARIA)            | Gold                                                                   | 35.000    |
| Deutschland (BVMI)           | Gold                                                                   | (250.000) |
| Europa (IFPI)                | Platin                                                                 | 1.000.000 |
| Finnland (IFPI)              | Gold                                                                   | (24.617)  |
| Japan (RIAJ)                 | Gold                                                                   | 100.000   |
| Kanada (MC)                  | Platin                                                                 | 100.000   |
| Neuseeland (RMNZ)            | Gold                                                                   | 7.500     |
| Niederlande (NVPI)           | Gold                                                                   | (50.000)  |
| Österreich (IFPI)            | Gold                                                                   | (25.000)  |
| Polen (ZPAV)                 | Gold                                                                   | (50.000)  |
| Schweiz (IFPI)               | Gold                                                                   | (25.000)  |
| Spanien (Promusicae)         | Gold                                                                   | (50.000)  |
| Vereinigte Staaten (RIAA)    | Platin                                                                 | 1.000.000 |
| Vereinigtes Königreich (BPI) | Platin                                                                 | (300.000) |
| Insgesamt                    | 10× Gold · 4× Platin ·                                                 | 2.242.500 |

Hauptartikel: Sting/Auszeichnungen für Musikverkäufe